# Isabel de Baviera (1863-1924)
Isabel de Baviera (Múnich, 31 de agosto de 1863-Roma, 26 de febrero de 1924) fue una princesa ítalo-alemana de los siglos xix y xx.

## Primeros años
Fue la tercera de los hijos del matrimonio formado por el príncipe Adalberto de Baviera y la infanta Amalia de Borbón.

## Matrimonio y descendencia
El 14 de abril de 1883, en el palacio de Nymphenburg, contrajo matrimonio con el príncipe Tomás de Saboya, duque de Génova. Era el único hijo varón del príncipe Fernando de Saboya, duque de Génova, y de la princesa Isabel de Sajonia. También fue cuñado a través de su hermana, Margarita de Saboya, del rey Humberto I de Italia, y por lo tanto fue tío del futuro rey Víctor Manuel III. Su unión fue la cuarta vez que las casas de Wittelsbach y Saboya se unieron en matrimonio.
La boda fue considerada por un espectador como «notable por su buen gusto y sencillez». El rey Luis II de Baviera (primo de Isabel) no asistió, ya que rara vez asistía a eventos públicos. Su ausencia, observó uno de los asistentes, significaba que los invitados a la boda «podían divertirse en una atmósfera de convivencia que rara vez se encuentra en las festividades de la corte».
El matrimonio tuvo seis hijos:
- Fernando (1884-1963), duque de Génova. Casado morganáticamente con María Luisa Alliaga Gandolfi; sin descendencia.
- Filiberto (1895-1990), duque de Génova. Casado con Lidia de Arenberg; con descendencia.
- Bona Margarita (1896-1971), casada con el príncipe Conrado de Baviera; con descendencia.
- Adalberto (1898-1984), duque de Bérgamo. Permaneció soltero.
- Adelaida (1904-1979), casada con el príncipe León Máximo de Arsoli; con descendencia.
- Eugenio (1906-1996), duque de Génova. Casado con la princesa Lucía de Borbón-Dos Sicilias; con descendencia.

## Vida posterior

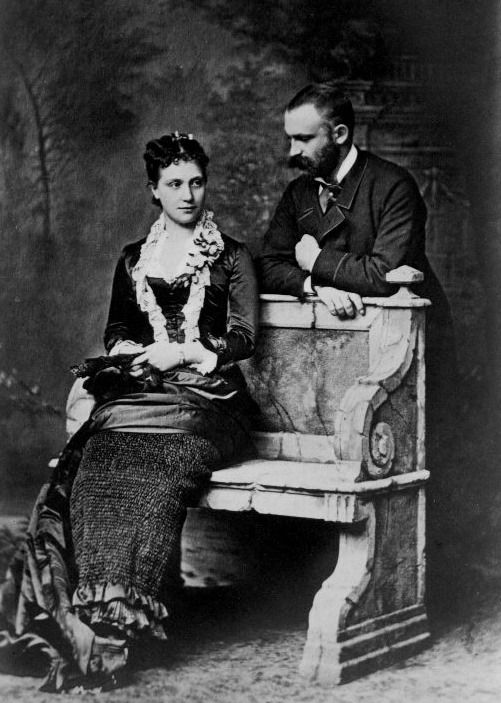
Isabel de Baviera y su esposo Tomás de Saboya, duques de Génova.

En 1905, Isabel y su esposo, así como otros miembros de la Casa de Saboya, asistieron a una ceremonia en honor a la beatificación de un sacerdote francés. Asistieron el papa Pío X, junto con 1000 peregrinos franceses y varios miles de fieles de otras nacionalidades, así como veintidós cardenales y la corte papal. El evento fue notable, ya que fue la primera vez que miembros de la Casa de Saboya asistieron a una función religiosa en presencia del papa.
Como duque y duquesa de Génova, Isabel y su esposo a menudo asistían a otras funciones reales como representantes de la Casa de Saboya. Por ejemplo, en 1911 asistieron a la inauguración de un gran monumento de Víctor Manuel II en Roma. El evento tuvo casi un millón de testigos, y también asistieron las reinas viudas María Pía de Portugal y Margarita de Italia, y el duque y la duquesa de Aosta.
En 1913, Isabel casi escapó de la muerte. Mientras untaba sus brazos y cuello con una preparación para el reumatismo, se acercó demasiado a una lámpara, lo que provocó que la preparación se encendiera. Solo sobrevivió porque su sirvienta sofocó rápidamente las llamas.

## Muerte
El 26 de febrero de 1924 Isabel murió de neumonía en Roma, después de haber estado enferma durante varios días. Para su funeral se utilizó por última vez el carruaje llamado l'Egiziana, de 1819, propiedad de la Casa de los Saboya y ahora conservado en el museo de carruajes del Quirinal de Roma. Tomás moriría siete años después, en 1931.

## Curiosidad
El municipio de Turín ha nombrado un puente sobre el río Po, el puente Princesa Isabel.

## Antepasados
|  |                                                            |  |  |  |  |  |  |  |  |  |  |  |  |  |  |  |
|  | 16. Federico Miguel del Palatinado-Zweibrücken-Birkenfeld  |  |  |  |  |  |  |  |  |  |  |  |  |  |  |  |
|  |                                                            |  |  |  |  |  |  |  |  |  |  |  |  |  |  |  |
|  |                                                            |  |  |  |  |  |  |  |  |  |  |  |  |  |  |  |
|  | 8. Maximiliano I de Baviera                                |  |  |  |  |  |  |  |  |  |  |  |  |  |  |  |
|  |                                                            |  |  |  |  |  |  |  |  |  |  |  |  |  |  |  |
|  |                                                            |  |  |  |  |  |  |  |  |  |  |  |  |  |  |  |
|  | 17. María Francisca del Palatinado-Sulzbach                |  |  |  |  |  |  |  |  |  |  |  |  |  |  |  |
|  |                                                            |  |  |  |  |  |  |  |  |  |  |  |  |  |  |  |
|  |                                                            |  |  |  |  |  |  |  |  |  |  |  |  |  |  |  |
|  | 4. Luis I de Baviera                                       |  |  |  |  |  |  |  |  |  |  |  |  |  |  |  |
|  |                                                            |  |  |  |  |  |  |  |  |  |  |  |  |  |  |  |
|  |                                                            |  |  |  |  |  |  |  |  |  |  |  |  |  |  |  |
|  | 18. Jorge Guillermo de Hesse-Darmstadt                     |  |  |  |  |  |  |  |  |  |  |  |  |  |  |  |
|  |                                                            |  |  |  |  |  |  |  |  |  |  |  |  |  |  |  |
|  |                                                            |  |  |  |  |  |  |  |  |  |  |  |  |  |  |  |
|  | 9. Augusta Guillermina de Hesse-Darmstadt                  |  |  |  |  |  |  |  |  |  |  |  |  |  |  |  |
|  |                                                            |  |  |  |  |  |  |  |  |  |  |  |  |  |  |  |
|  |                                                            |  |  |  |  |  |  |  |  |  |  |  |  |  |  |  |
|  | 19. María Luisa Albertina de Leiningen-Falkenburg-Dagsburg |  |  |  |  |  |  |  |  |  |  |  |  |  |  |  |
|  |                                                            |  |  |  |  |  |  |  |  |  |  |  |  |  |  |  |
|  |                                                            |  |  |  |  |  |  |  |  |  |  |  |  |  |  |  |
|  | 2. Adalberto de Baviera                                    |  |  |  |  |  |  |  |  |  |  |  |  |  |  |  |
|  |                                                            |  |  |  |  |  |  |  |  |  |  |  |  |  |  |  |
|  |                                                            |  |  |  |  |  |  |  |  |  |  |  |  |  |  |  |
|  | 20. Ernesto Federico III de Sajonia-Hildburghausen         |  |  |  |  |  |  |  |  |  |  |  |  |  |  |  |
|  |                                                            |  |  |  |  |  |  |  |  |  |  |  |  |  |  |  |
|  |                                                            |  |  |  |  |  |  |  |  |  |  |  |  |  |  |  |
|  | 10. Federico de Sajonia-Altenburgo                         |  |  |  |  |  |  |  |  |  |  |  |  |  |  |  |
|  |                                                            |  |  |  |  |  |  |  |  |  |  |  |  |  |  |  |
|  |                                                            |  |  |  |  |  |  |  |  |  |  |  |  |  |  |  |
|  | 21. Ernestina de Sajonia-Weimar                            |  |  |  |  |  |  |  |  |  |  |  |  |  |  |  |
|  |                                                            |  |  |  |  |  |  |  |  |  |  |  |  |  |  |  |
|  |                                                            |  |  |  |  |  |  |  |  |  |  |  |  |  |  |  |
|  | 5. Teresa de Sajonia-Hildburghausen                        |  |  |  |  |  |  |  |  |  |  |  |  |  |  |  |
|  |                                                            |  |  |  |  |  |  |  |  |  |  |  |  |  |  |  |
|  |                                                            |  |  |  |  |  |  |  |  |  |  |  |  |  |  |  |
|  | 22. Carlos II de Mecklemburgo-Strelitz                     |  |  |  |  |  |  |  |  |  |  |  |  |  |  |  |
|  |                                                            |  |  |  |  |  |  |  |  |  |  |  |  |  |  |  |
|  |                                                            |  |  |  |  |  |  |  |  |  |  |  |  |  |  |  |
|  | 11. Carlota Georgina de Mecklemburgo-Strelitz              |  |  |  |  |  |  |  |  |  |  |  |  |  |  |  |
|  |                                                            |  |  |  |  |  |  |  |  |  |  |  |  |  |  |  |
|  |                                                            |  |  |  |  |  |  |  |  |  |  |  |  |  |  |  |
|  | 23. Federica de Hesse-Darmstadt                            |  |  |  |  |  |  |  |  |  |  |  |  |  |  |  |
|  |                                                            |  |  |  |  |  |  |  |  |  |  |  |  |  |  |  |
|  |                                                            |  |  |  |  |  |  |  |  |  |  |  |  |  |  |  |
|  | 1. Isabel de Baviera                                       |  |  |  |  |  |  |  |  |  |  |  |  |  |  |  |
|  |                                                            |  |  |  |  |  |  |  |  |  |  |  |  |  |  |  |
|  |                                                            |  |  |  |  |  |  |  |  |  |  |  |  |  |  |  |
|  | 24. Carlos III de España                                   |  |  |  |  |  |  |  |  |  |  |  |  |  |  |  |
|  |                                                            |  |  |  |  |  |  |  |  |  |  |  |  |  |  |  |
|  |                                                            |  |  |  |  |  |  |  |  |  |  |  |  |  |  |  |
|  | 12. Carlos IV de España                                    |  |  |  |  |  |  |  |  |  |  |  |  |  |  |  |
|  |                                                            |  |  |  |  |  |  |  |  |  |  |  |  |  |  |  |
|  |                                                            |  |  |  |  |  |  |  |  |  |  |  |  |  |  |  |
|  | 25. María Amalia de Sajonia                                |  |  |  |  |  |  |  |  |  |  |  |  |  |  |  |
|  |                                                            |  |  |  |  |  |  |  |  |  |  |  |  |  |  |  |
|  |                                                            |  |  |  |  |  |  |  |  |  |  |  |  |  |  |  |
|  | 6. Francisco de Paula de Borbón                            |  |  |  |  |  |  |  |  |  |  |  |  |  |  |  |
|  |                                                            |  |  |  |  |  |  |  |  |  |  |  |  |  |  |  |
|  |                                                            |  |  |  |  |  |  |  |  |  |  |  |  |  |  |  |
|  | 26. Felipe I de Parma                                      |  |  |  |  |  |  |  |  |  |  |  |  |  |  |  |
|  |                                                            |  |  |  |  |  |  |  |  |  |  |  |  |  |  |  |
|  |                                                            |  |  |  |  |  |  |  |  |  |  |  |  |  |  |  |
|  | 13. María Luisa de Parma                                   |  |  |  |  |  |  |  |  |  |  |  |  |  |  |  |
|  |                                                            |  |  |  |  |  |  |  |  |  |  |  |  |  |  |  |
|  |                                                            |  |  |  |  |  |  |  |  |  |  |  |  |  |  |  |
|  | 27. Luisa Isabel de Francia                                |  |  |  |  |  |  |  |  |  |  |  |  |  |  |  |
|  |                                                            |  |  |  |  |  |  |  |  |  |  |  |  |  |  |  |
|  |                                                            |  |  |  |  |  |  |  |  |  |  |  |  |  |  |  |
|  | 3. Amalia de Borbón                                        |  |  |  |  |  |  |  |  |  |  |  |  |  |  |  |
|  |                                                            |  |  |  |  |  |  |  |  |  |  |  |  |  |  |  |
|  |                                                            |  |  |  |  |  |  |  |  |  |  |  |  |  |  |  |
|  | 28. Fernando I de las Dos Sicilias                         |  |  |  |  |  |  |  |  |  |  |  |  |  |  |  |
|  |                                                            |  |  |  |  |  |  |  |  |  |  |  |  |  |  |  |
|  |                                                            |  |  |  |  |  |  |  |  |  |  |  |  |  |  |  |
|  | 14. Francisco I de las Dos Sicilias                        |  |  |  |  |  |  |  |  |  |  |  |  |  |  |  |
|  |                                                            |  |  |  |  |  |  |  |  |  |  |  |  |  |  |  |
|  |                                                            |  |  |  |  |  |  |  |  |  |  |  |  |  |  |  |
|  | 29. Archiduquesa María Carolina de Austria                 |  |  |  |  |  |  |  |  |  |  |  |  |  |  |  |
|  |                                                            |  |  |  |  |  |  |  |  |  |  |  |  |  |  |  |
|  |                                                            |  |  |  |  |  |  |  |  |  |  |  |  |  |  |  |
|  | 7. Luisa Carlota de las Dos Sicilias                       |  |  |  |  |  |  |  |  |  |  |  |  |  |  |  |
|  |                                                            |  |  |  |  |  |  |  |  |  |  |  |  |  |  |  |
|  |                                                            |  |  |  |  |  |  |  |  |  |  |  |  |  |  |  |
|  | 30. Carlos IV de España                                    |  |  |  |  |  |  |  |  |  |  |  |  |  |  |  |
|  |                                                            |  |  |  |  |  |  |  |  |  |  |  |  |  |  |  |
|  |                                                            |  |  |  |  |  |  |  |  |  |  |  |  |  |  |  |
|  | 15. María Isabel de España                                 |  |  |  |  |  |  |  |  |  |  |  |  |  |  |  |
|  |                                                            |  |  |  |  |  |  |  |  |  |  |  |  |  |  |  |
|  |                                                            |  |  |  |  |  |  |  |  |  |  |  |  |  |  |  |
|  | 31. María Luisa de Parma                                   |  |  |  |  |  |  |  |  |  |  |  |  |  |  |  |
|  |                                                            |  |  |  |  |  |  |  |  |  |  |  |  |  |  |  |
|  |                                                            |  |  |  |  |  |  |  |  |  |  |  |  |  |  |  |

## Títulos y órdenes

### Títulos
- 31 de agosto de 1863-21 de mayo de 1883: Su Alteza Real la princesa Isabel de Baviera.[1]
- 21 de mayo de 1883-26 de febrero de 1924: Su Alteza Real la duquesa de Génova.

### Órdenes
- Dama de Orden de Santa Isabel. ( Reino de Baviera)
- Dama de honor de la Orden de Teresa. (Reino de Baviera)
- 14 de septiembre de 1863: Dama de la Orden de las Damas Nobles de la Reina María Luisa. (Reino de España)[4]
- Dama de la Orden de la Cruz Estrellada. ( Imperio austrohúngaro)